# Хронологија ФНРЈ и КПЈ 1946.
Хронолошки преглед важнијих догађаја везаних за друштвено-политичка дешавања у Федеративној Народној Републици Југославији (ФНРЈ), деловање Комунистичке партије Југославије (КПЈ), Радничког покрета Југославије, као и општа политичка, друштвена, спортска и културна дешавања која су се догодила у току 1946. године.
| Јануар Фебруар Март Април Мај Јун Јул Август Септембар Октобар Новембар Децембар |

## Јануар

#### 13. јануар
- У Москви умро Радоје Дакић (1911—1946), секретар Централног одбора Јединствених синдиката Југославије.[1]

#### 20. јануар
- У Новом Саду председник Владе ФНРЈ Јосип Броз Тито свечано отворио новоизграђени мост, који је у његову част назван „Мост маршала Тита“.[2][3]

#### 31. јануар
- У Београду на заједничкој седници оба дома Уставотворне скупштине ФНРЈ проглашен је први Устав Федеративне Народне Републике Југославије. Овај Устав остао је на снази све до 1963. када је донесен Нови устав.[2][3]

## Фебруар

#### 1. фебруар
- Одржана заједничка седница оба дома Народне скупштине ФНРЈ на којој је изабрана нова Влада ФНРЈ чији је председник био Јосип Броз Тито.[4][5]

#### 4. фебруар
- У затвору у Београду извршио самоубиство Милан Недић (1878—1946), бивши армијски генерал Југословенске војске и председник Министарског савета тзв. „Владе народног спаса“ од 1941. до 1944. године, који је био оптужен због издаје и отворене колаборације са окупатором.

#### 19. фебруар
- Народна скупштина Србије донела Закон о именовању Народне Републике Србије којим је Федерална Држава Србија променила назив у Народна Република Србија.[4]

#### 26. фебруар
- Народни сабор Хрватске донет Закон о именовању Народне Републике Хрватске којим је Федерална Држава Хрватска променила назив у Народна Република Хрватска. На истој седници Сабора изабрана је нова Влада НР Хрватске, за чијег је председника поново изабран др Владимир Бакарић.[6]

| Јануар Фебруар Март Април Мај Јун Јул Август Септембар Октобар Новембар Децембар |

## Март

#### 3. март
- Грађани Ријеке се на изборима изјаснили за прикључење њиховог града Југославији.[6]
- Председник Владе ФНРЈ Јосип Броз Тито издао наредбу да се из заробљеничких логора пусте сва лица југословенских народности, која су заробљена као припадници непријатељских војних формација, а против којих се није водио кривични поступак.[6][5]

#### 8. март
- Народно собрање Македоније донело Закон о именовању Народне Републике Македоније којим је Демократска Федерална Македонија променила назив у Народна Република Македонија.[6]

#### 12. март
- У околини Вишеграда, оперативци Одељења за заштиту народа успели да открију и ухапсе Драгољуба Дражу Михаиловића, вођу Југословенске војске у отаџбини. Вест о хапшењу Михаиловића објављена је јавности 27. марта.
- Председник Владе ФНРЈ Јосип Броз Тито отпутовао у службену посету Републици Пољској у којој је боравио од 14. до 19. марта. Током посете потписан је Уговор о пријатељству и узајамној помоћи између ФНРЈ и Пољске.[7][5]

#### 14. март
- У Скопљу Методије Андонов Ченто поднео оставку на место председника Председништва Народног собрања Македоније.

#### 20. март
- Председник Владе ФНРЈ маршал Јосип Броз Тито, од 20. до 24. марта, боравио у службеној посети Чехословачкој Републици.[5]

#### 27. март
- Централно веће Народне омладине Југославије позвало омладину Југославије на изградњу пруге Брчко-Бановићи.[7]

## Април

#### 1. април
- Отпочеле припреме за изградњу омладинске пруге Брчко-Бановићи (овај дан обележава се као Дан омладинских радних акција).[7]

#### 9. април
- Народна скупштина ФНРЈ донела Основни закон о браку и Закон о државним матичним књигама којим је као обавезан уведен грађански брак, а црквене књиге изгубиле карактер јавно-правних исправа.

#### 16. април
- На седници Собрања НР Македоније изабрана нова Влада НР Македоније, за чијег је председника поново изабран Лазар Колишевски.[8]

#### 26. април
- У Паризу, од 26. априла до 17. маја, одржан састанак министара иностраних послова великих Савезничких земаља на коме су закључавани мировни уговори са европским државама, које су током Другог светског рата биле савезнице Трећег рајха. Југословенски делегацију на овом састанку предводио је потпредседник Владе ФНРЈ Едвард Кардељ.[8]

| Јануар Фебруар Март Април Мај Јун Јул Август Септембар Октобар Новембар Децембар |

## Мај

#### 8. мај
- У посету Југославији допутовала чехословачка делегација, коју је предводио председник Владе др Здењек Фирлингер. Следећег дана у Београду је потписан Уговор о пријатељству, узајамној помоћи и сарадњи у миру између ФНРЈ и Чехословачке, који је раскинут 1948. године.[9]

#### 11. мај
- У Загребу, од 11. до 15. маја, одржан Трећи конгрес Уједињеног савеза антифашистичке омладине Југославије (УСАОЈ), на коме је УСАОЈ преименован у Народну омладину Југославије (НОЈ), а за председника изабран Ратко Дугоњић.[10]

#### 25. мај
- У Београду, поводом прославе 54. рођендана Јосипа Броза Тита, приређен дочек 11 носилаца „Титових штафета“, које је у Белом двору примио маршал Тито.[11]

#### 27. мај
- Делегација Владе ФНРЈ, на челу са Јосипом Брозом Титом, отпутовала у званичну посету Совјетском Савезу, где је боравила до 10. јуна.[12][13]

## Јун

#### 10. јун
- У Београду, пред Војним већем Врховног суда ФНРЈ отпочео тзв. „Београдски процес“ на коме је за издају и колаборацију осуђено 24 лица (10 у одсуству), међу којима су били — Драгољуб Михаиловић, Стеван Мољевић, Драги Јовановић, Велибор Јонић, Коста Мушицки и др. Сви оптужени су проглашени кривима, а Михаиловић и још 10 лица осуђени су на смртну казну.[12]

#### 17. јун
- За председника Председништва Народног собрања Македоније изабран Благоја Фотев.

#### 23. јун
- Председник Владе НР Албаније, Енвер Хоџа допутовао у званичну посету Југославији, у којој је боравио до 2. јула. Током посете, потписани су споразуми између ФНРЈ и НР Албаније о економској сарадњи.[13][14]

#### 30. јун
- У Скопљу, од 30. јуна до 1. јула, одржан Први конгрес Антифашистичког фронта жена Македоније.[15]

| Јануар Фебруар Март Април Мај Јун Јул Август Септембар Октобар Новембар Децембар |

## Јул

#### 7. јул
- Председник Владе ФНРЈ маршал Јосип Броз Тито у Белој Црква присуствовао прослави петогодишњице отпочињања устанка народа Србије.[13]

#### 8. јул
- Одлуком Градског народног одбора Ужица донета одлука којом је граду Ужицу промењен назив у Титово Ужице (овај назив град је задржао до 1992).[13]

#### 13. јул
- На Цетињу председник Владе ФНРЈ Јосип Броз Тито учествовао на прослави петогодишњице Дана устанка народа Црне Горе и почетка Тринаестојулског устанка.[16]
- Одлуком Владе Народне Републике Црне Горе граду Подгорици промењен назив у Титоград, који  је постао главни град Народне Републике Црне Горе (овај назив град је задржао до априла 1992).[16]

#### 17. јул
- У Београду извршена смртна казна стрељањем над Драгољубом Дражом Михаиловићем (1893—1946) и још десет лица, који су осуђени на тзв. „Београдском процесу“.[17]

#### 27. јул
- Председник Владе ФНРЈ маршал Јосип Броз Тито боравио у Титовој Кореници, где је учествовао у прослави петогодишњице Дана устанка народа Хрватске.[16]

#### 29. јул
- У Паризу отпочела Мировна конференција, на којој су Савезници преговарали о детаљима мировних уговора с Италијом, Румунијом, Мађарском, Бугарском и Финском, а мировни уговор, договорен на Конференцији, потписан је 10. фебруара 1947. године. Одредбама уговора, Југославија је на основу ратне репарације добила 300.000.000 америчких долара. Такође, одредбама уговора био је утврђен и Статут Слободне Територије Трста.[17]

## Август

#### 2. август
- У Скопљу, од 2. до 4. августа, одржан Први конгрес Народног фронта Македоније (мкд. Народноослободителни фронт на Македонија), на коме је за председника Земаљског одбора изабран Дмитар Влахов, а за секретара Лазар Колишевски.[17]

#### 21. август
- У Љубљани, од 21. до 30. августа, пред Војним судом Четврте армије ЈА одржано суђење бившем армијском генералу Југословенске војске Лаву Рупнику (1886—1946), заповеднику Словенсачког домобранства, који је био оптужен за издају и колаборацију. На истом процесу осуђени је и група истакнутих словеначких колаборациониста. Рупник је 30. августа осуђен на смртну казну која је извршена 4. септембра.[18]

#### 26. август
- Због оптужби Владе Краљевине Грчке да Југославија помаже Демократску армију Грчке (бивши ЕЛАС), југословенски амбасадор у Атини Изидор Цанкар напустио Грчку.

| Јануар Фебруар Март Април Мај Јун Јул Август Септембар Октобар Новембар Децембар |

## Септембар

#### 9. септембар
- У Љубљани, 9. и 10. септембра, одржано Друго заседање Словеначког народноослободилачког већа (СНОС) на ком је СНОС преименован у Народну скупштину Народне Републике Словеније.[18]

#### 21. септембар
- Обележена стогодишњица рођења Светозара Марковића (1846—1875), једног од првих српских социјалиста. Централна академија одржана је у Београду, где је у дворишту згаде Капетан-Мишиног здања откривена његова спомен-биста. Сутрадан је у Јагодини одржана централна прослава стогодишњице рођења и том приликом је откривен споменик Светозару Марковићу и граду Јагодини промењен назив у Светозарево (град је ово име носио до 1991).[19]

#### 22. септембар
- На тероторији Народне Републике Македоније одржани избори за Уставотворно собрање НР Македодније, на којима је гласало 512.173 гласача (94,54%), a највећи број гласова освојили су кандидати Народног фронта Македоније.[19]

#### 25. септембар
- Влада ФНРЈ донела Уредбу којом је национализован целокупни банкарски систем Југославије.

#### 26. септембар
- Председник Владе ФНРЈ Јосип Броз Тито дошао у дводневну посету Брчком, када је обишао учеснике омладинске радне акције на изградњи пруге „Брчко-Бановићи“.[20]

## Октобар

#### 2. октобар
- Поводом двогодишњице ослобођења, одлуком Градског народног одбора Петровграда донета одлука којом је град Петровград преимнеован у Зрењанин, у знак сећања на револуционара и народног хероја Жарка Зрењанина (1902—1942).[19]

#### 9. октобар
- У Паризу, 9. и 10. октобра, Генерална скупштина Мировне конференције ратификовала, француски предлог о границама Југославије и Италије, којим је створена Слободна Територија Трста. Незадовољна овим предлогом, југословенска делегација, предвођена Едвардом Кардељем, у знак протеста напустила је заседање.[21]

#### 11. октобар
- У Загребу Врховни суд НР Хрватске, због кривичних дела против народа и државе, као и колаборације осудио 13 лица — двојицу на смрт, а остале на временске казне. Међу осуђенима су углавном били високи функционери НДХ, као и загребачки кардинал Алојзије Степинац, који је био осуђен на 16 година затвора.[21]
- Поводом петогодишњице Дана устанка народа Македоније, Влада Народне Републике Македоније донела је одлуку којом је град Велес преименован у Титов Велес (овај назив град је задржао до септембра 1996).

#### 13. октобар
- На територији Народне Републике Босне и Херцеговине одржани избори за Уставотворну скупштину НР БиХ, на којима су највећи број гласова освојили кандидати Народног фронта Босне и Херцеговине.[22]
- У Загребу од 13. до 15. октобра одржан Први конгрес Народног фронта Хрватске, на коме је за председника Председништва НФ Хрватске изабран Владимир Назор.[21]

#### 18. октобар
- У посети Југославији, од 18. до 23. октобра, боравила делегација Републике Пољске, коју су предводили председник Пољског националног већа Болеслав Бјерут и маршал Михал Жимјерски.[23]

#### 27. октобар
- На територији Народне Републике Словеније одржани избори за Уставотворну скупштину НР Словеније, на којима су највећи број гласова освојили кандидати Народног фронта Словеније.[21]

#### 28. октобар
- У Београду, од 28. до 29. октобра одржан Први конгрес Главног задружног савеза Југославије, коме је присуствовало 450 делегата из свих крајева Југославије. На Конгресу је говорио председник Привредног савета ФНРЈ Борис Кидрич, а на крају је изабрано руководство савеза — Управни и Контролни одбор.[24]

| Јануар Фебруар Март Април Мај Јун Јул Август Септембар Октобар Новембар Децембар |

## Новембар

#### 3. новембар
- На територији Народне Републике Црне Горе одржани избори за Уставотворну скупштину НР Црне Горе, на којима је гласало 181.654 гласача (96,38%), а највећи број гласова освојили су кандидати Народног фронта Црне Горе.[24]

#### 7. новембар
- Поводом прославе двадесетдевете годишњице Октобарске револуције пуштена је у рад пруга Брчко-Бановићи, а истог дана је у Београд стигао први воз са новоизграђене пруге, а председник Владе ФНРЈ Јосип Броз Тито у Белом двору организовао пријем за руководиоце и делегацију градитеља пруге.[24]

#### 10. новембар
- На територији Народне Републике Србије одржани избори за Уставотворну скупштину НР Србије, на којима су највећи број гласова освојили кандидати Народног фронта Србије.[24]
- На територији Народне Републике Хрватске одржани избори за Уставотворни сабор НР Хрватске, на којима су највећи број гласова освојили кандидати Народног фронта Хрватске.[24]

#### 11. новембар
- У Сарајеву одржана прва седница новоизабране Уставотворне скупштине Народне Републике Босне и Херцеговине.[22]

#### 16. новембар
- У Београду, до 16. до 18. новембра, одржан Четврти проширени пленум Главног одбора Једиствених синдикат радника и намештеника Југославије (ЈСРНЈ), на коме је донета одлука да се име Главног одбора ЈСРНЈ промени у Централни одбор Јединствених синдиката Југославије (ЈСЈ).[24]

#### 20. новембар
- У Титограду одржана прва седница новоизабране Уставотворне скупштине Народне Републике Црне Горе, на којој је за председника Президијума Народне скупштине изабран Милош Рашовић.[25]
- Президијум Уставотворне скупштине НР Словеније именовао нову Владу НР Словеније на челу са председником Михом Маринком.[25]

#### 22. новембар
- У Београду одржано заседање новоизабране Уставотворне скупштине Народне Републике Србије, на коме је изабрана нову Влада, чији је председник поново био Благоје Нешковић.[25]

#### 28. новембар
- У Загребу, од 28. новембра до 3. децембра, одржана прва седница новоизабраног Уставотворног сабора Народне Републике Хрватске, на којој је изабран Президијум Уставотворног сабора НР Хрватке, на челу са Владимиром Назором и нова Влада НР Хрватске, на челу са Владимир Бакарић.[25]

## Децембар

#### 7. децембар
- Народна скупштина ФНРЈ донела Закон о национализацији приватних предузећа којим су су била обухваћена сва привредна предузећа од тзв. „општедржавног и републичког значаја“.[26][25]

#### 8. децембар
- У Београду одржан Свесловенски конгрес на коме су, поред југословенске, учествовале делегације из Совјетског Савеза, Пољске, Чехословачке и Бугарске. За председника Свеславенског комитета, чије је средиште из Москве премештено у Београд, изабран је Божидар Масларић. Свечаном отварању Свеславенског конгреса присуствовао је и председник Владе ФНРЈ Јосип Броз Тито. [26]

#### 31. децембар
- У Титограду одржана седница Уставотворне скупштине Народне Републике Црне Горе на којој је проглашен Устав Народне Републике Црне Горе и донета одлука да Уставотворна скупштина настави рад као Народна скупштина Народне Републике Црне Горе, за чијег је председника изабран Петар Комненић.[27]
- У Скопљу одржана на седници Уставотворног собрања Народне Републике Македоније на којој је проглашен Устав Народне Републике Македоније и донета одлука да Уставотворно собрање настави рад као Народно собрање Народне Републике Македоније, за чијег је председника изабран Борис Спиров.[27]
- У Сарајеву одржана седница Уставотворне скупштине Народне Републике Босне и Херцеговине на којој је проглашен Устав Народне Републике Босне и Херцеговине и донета одлука да Уставотворна скупштина настави рад као Народна скупштина Народне Републике Босне и Херцеговине.[27][22]

| Јануар Фебруар Март Април Мај Јун Јул Август Септембар Октобар Новембар Децембар |

## У току 1946. године
- Због несугласица око територије Трста и Истре, као и јужних делова Аустрије (Корушка), током читаве 1946. владали су затегнути односи између Југославије и западних савезника (Уједињено Краљевство и САД). Лоше односе, поготово су нарушавале повреде југословенског ваздушног простора од стране англо-америчких војних авиона, због чега је југословенско руководство донело одлуку о обарању авиона. Први инцидент догодио се 9. августа када је амерички авион типа „Далас Ц-47“ прелетао Љубљану, после сукоба са југословенским ловачким авионима типа „Јак-3“ био присиљен да се спусти на љубљански аеродром. Други инцидент, догодио се 19. августа, када је такође амерички авион типа „Даглас Ц-47“ прелетао југословенску територију и био оборен изнад Бледа. То је додатно драматизовало односе ФНРЈ и западних савезника, али су они изглађени, залагањем Совјетског Савеза, на Мировној конференцији у Паризу.
- Марта 1946. у Грчкој је избио грађански рат између Демократске армије Грчке (сачињавали су је бивши припадници ЕЛАС-а и чланови Комунистичке партије Грчке) и Владе Краљевине Грчке. Рат је трајао све до 1949. када је завршен поразом Демократске армије. Југославија је, упркос забрани Совјетског Савеза, пружала свесрдну помоћ Демократској армији (на територији Македоније налазили су се центри за смештај бораца, рањеника из Грчке, Влада ФНРЈ је наоружавла и обучавала грчке борце и др), због чега је оштро оптуживана са запада.
- Отпочеле су прве добровољне омладинске радне акције — 1. априла Централни комитет СКОЈ-а и Централни одбор УСАОЈ-а упутили су позив омладини Југославије да учествује у изградњи пруге „Брчко-Бановићи“. Поред овога, омладина је током 1946. године радила и на изградњи Новог Травника, завршавању радова на изградњи рударског насеља у Бановићима, припремним радовима за изградњу ауто-пута Београд-Загреб, изградњи пруге између Фоче и Копача, и изградњи Посавског канала.
- У совјетско-југословенској копродукцији снимљен први послератни филм У планинама Југославије (рус. В горах Югославии), који се бави Народноослободилачком борбом, а режирао га је совјетски редитељ Абрам Рум. Филм се након доношења Резолуције Информбироа, 1948. године, више није емитовао, а као први југословенски партизански филм увек се наводио филм Славица, снимљен 1947. године.